# Kasti (Märjamaa)
Kasti (Duits: Kasty) is een plaats in de Estlandse gemeente Märjamaa, provincie Raplamaa. De plaats heeft de status van dorp (Estisch: küla).

## Bevolking
Het dorp had 179 inwoners op 31 december 2011 en 176 inwoners op 31 december 2021.

## Geschiedenis
De plaats werd voor het eerst genoemd in 1469 als molen onder de naam Kasty. In 1478 is sprake van een kasteel Kasti en in 1488 van een landgoed Kasti.
Het kasteel ging in vlammen op in 1560 tijdens de Lijflandse Oorlog. Restanten van het kasteel zijn bewaard in het landhuis van het landgoed Kasti, dat in de 18e eeuw is gebouwd op de resten van het kasteel.
Zowel het kasteel als het landgoed behoorde oorspronkelijk toe aan de familie von Uexküll. Medio 18e eeuw ging het landgoed over op de familie von Baranoff, die het landhuis liet bouwen. In 1822 kwam het landgoed in handen van de familie von Sivers en in 1900 van Helene von Stackelberg, tevens de laatste eigenaar voor het landgoed in 1919 door het onafhankelijk geworden Estland werd onteigend.
In de 18e eeuw werd een landgoed Neu-Kasty (Estisch: Uue-Kasti) van het landgoed Kasti afgesplitst. Kasti heette vanaf dat moment Alt-Kasty (Estisch: Vana-Kasti). In 1866 kwamen beide landgoederen weer in één hand. Het buurdorp Metsaääre is een nederzetting die is ontstaan op het landgoed Uue-Kasti.
Tijdens de Revolutie van 1905 werd het landhuis van Kasti door de opstandelingen in brand gestoken, maar het werd herbouwd. Gedurende de Sovjetbezetting was in het landhuis achtereenvolgens het hoofdkantoor van een kolchoz, een café en een winkel gevestigd. Daarna kwam het in particuliere handen.
Tussen 1845 en 1932 had Kasti een school, opgericht door de familie von Sivers, de toenmalige eigenaars van het landgoed. De school sloot haar deuren nadat in het naburige Haimre een school was opgericht.

## Foto's

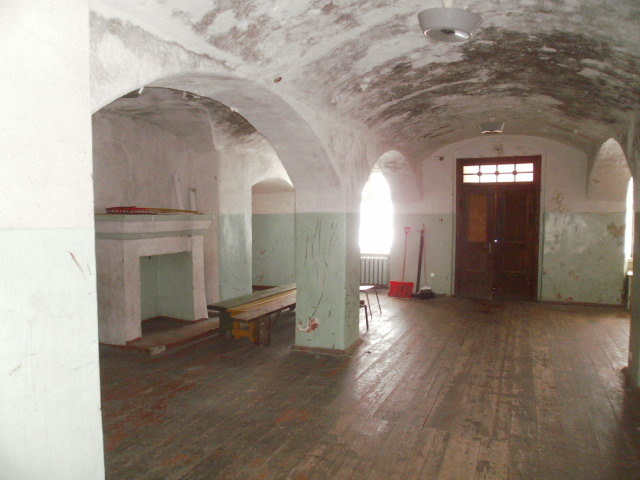
Portaal van het landhuis, restant van het kasteel
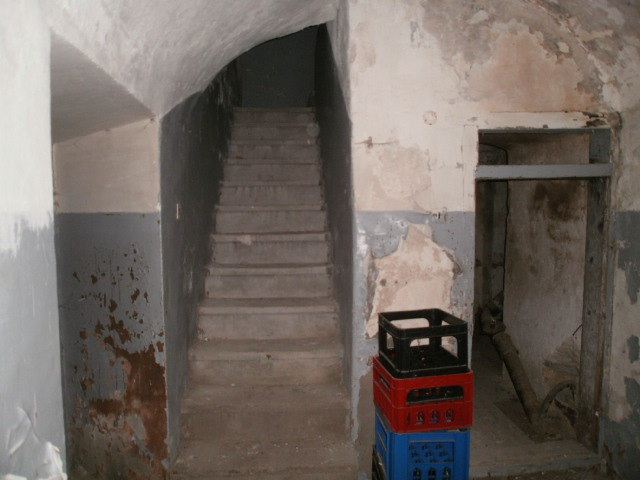
Trap in het landhuis als restant van het kasteel
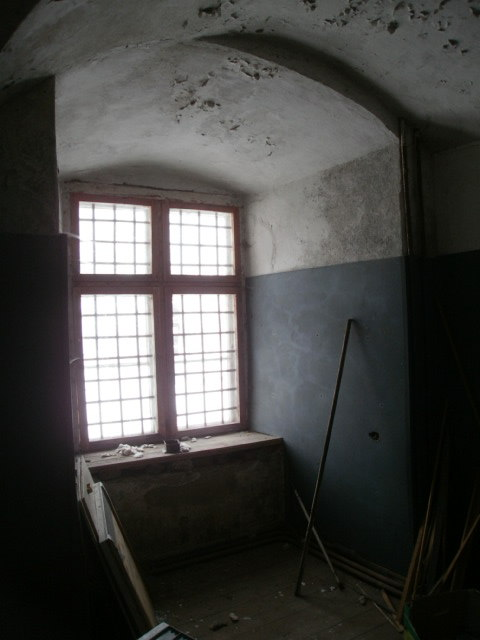
Raam in een nis afkomstig uit het oude kasteel
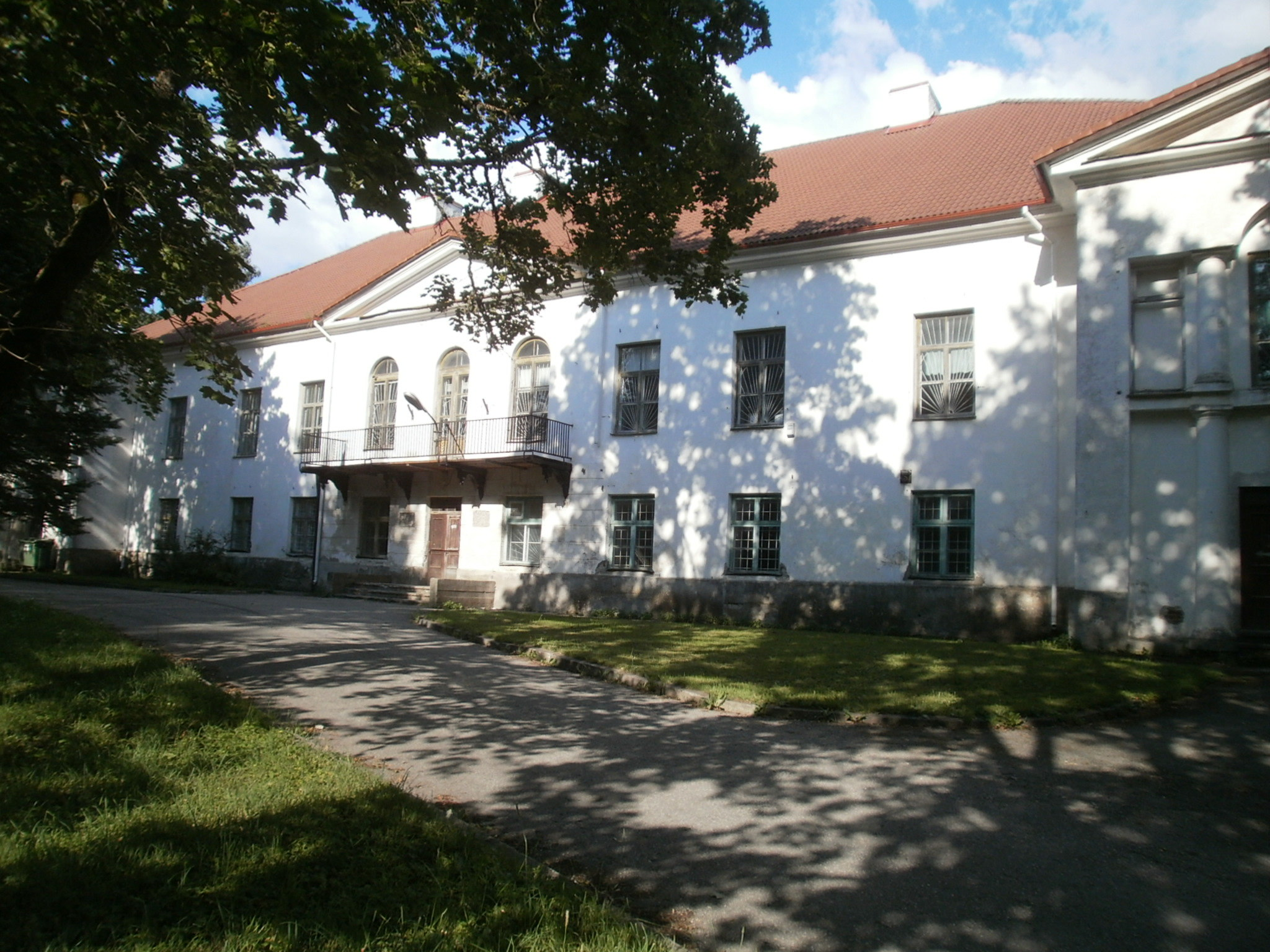
Het landhuis van Kasti
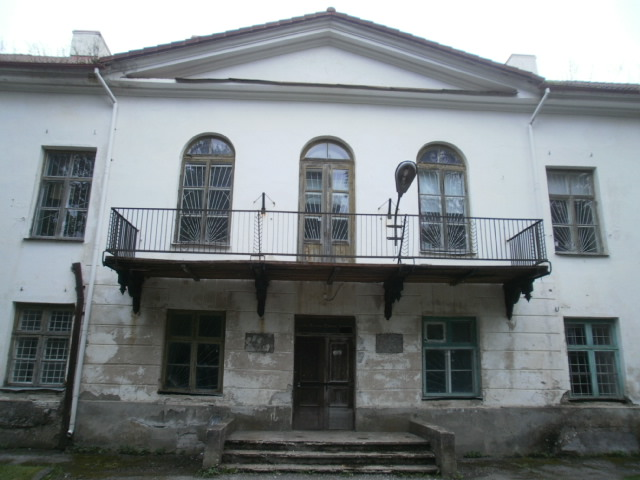
Entree van het landhuis
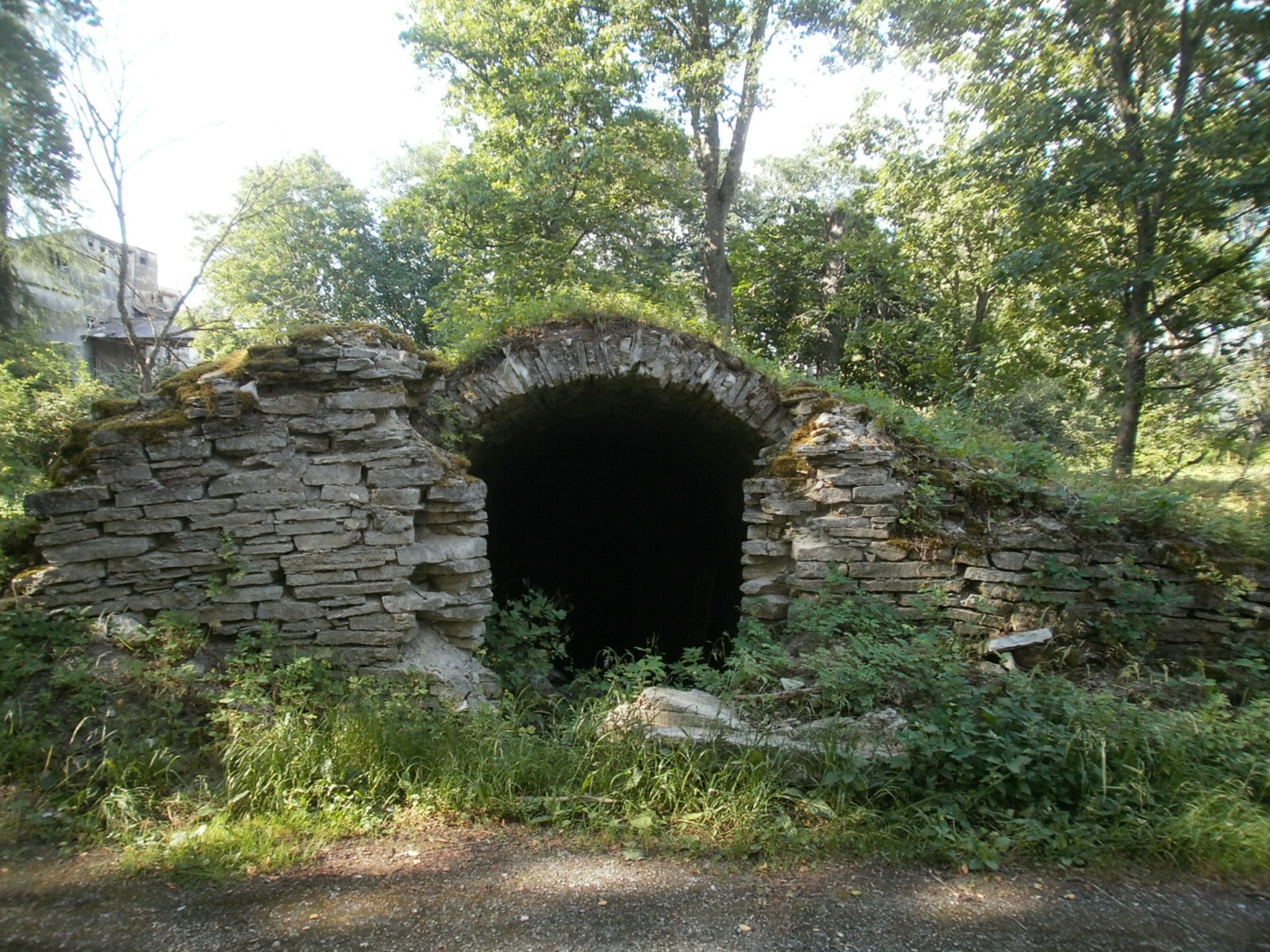
Kelder, voormalig bijgebouw